# 下瑟罗瓦特卡市镇
下瑟罗瓦特卡乡级市镇（烏克蘭語：Нижньосироватська сільська громада），是乌克兰东北部蘇梅州蘇梅區的乡级市镇，行政中心为下瑟罗瓦特卡村。市镇面积为165.8平方公里，2018年人口数量为6,039人。该市镇成立于2016年9月2日。

## 居民点
该市镇包括5个村庄：巴爾溫科韋、維什內韋、希爾內、下瑟罗瓦特卡、斯塔雷村。